# Delisleia rahimani
Delisleia rahimani is een vliesvleugelig insect uit de familie Pteromalidae. De wetenschappelijke naam is voor het eerst geldig gepubliceerd in 1992 door Narendran, Anil & Chandrasekharan.